# Gotvendia erawan
Gotvendia erawan är en insektsart som beskrevs av Sigfrid Ingrisch 2006. Gotvendia erawan ingår i släktet Gotvendia och familjen Mogoplistidae. Inga underarter finns listade i Catalogue of Life.